# جين غرين (لاعب كرة قاعدة)
جين غرين (بالإنجليزية: Gene Green)‏ هو لاعب كرة قاعدة أمريكي، ولد في 26 يونيو 1933 في لوس أنجلوس في الولايات المتحدة، وتوفي في 23 مايو 1981 في سانت لويس في الولايات المتحدة.

## وصلات خارجية
- جين غرين على موقعبيزبول رفرنس.كوم (الدوري الرئيسي) (الإنجليزية)